# Gray's American Stores
Gray's American Stores är en svensk grossistverksamhet som grundades 1993 av familjen Gray. Bolaget förser den svenska marknaden med klassiska amerikanska livsmedel, så som drycker och snacks, och är Nordens största på området. Gray's förser över 1000 butiker i norden, däribland ICA, COOP, Bergendahlsgruppen, Axfood samt Deli De Luca i Norge och Kesko och SOK i Finland.

## Familjen Gray
Familjen Gray är en amerikansk familj som sedan flera generationer har en bakgrund inom matbranschen. David Gray är grundare till Soda Nation, som är en butik med Europas största sortiment av läsk på glasflaskor.